# Couve-rábano
A couve-rábano (nome científico Brassica oleracea, do Grupo Gongylodes), também chamada de nabo alemão ou nabo repolho, é uma hortaliça bienal, um cultivar baixo e robusto de couve. É um cultivar da mesma espécie do repolho, brócolis, couve-flor, couve-de-bruxelas, couve-galega, couve-lombarda e gai lan.
Ela pode ser consumida cru ou cozida. As preparações comestíveis são feitas tanto com o caule quanto com as folhas. 

## Etimologia
O nome do Grupo Gongylodes (ou gongylodes minúsculo e em itálico ou gongyloides como um nome de variedade) significa "arredondado" em grego, de gongýlos (γογγγύλος, "redondo").
No Irã, é chamada de kalam qomi ou kalam qomri (کلم قمری) e é usada em vários pratos, inclusive um tipo de sopa. Na parte norte do Vietnã, é chamada de su hào (do francês chou-rave); na parte leste da Índia (Bengala Ocidental) e em Bangladesh, é chamada de ōl kapi. Também é encontrada no Vale da Caxemira, no norte da Índia, e lá é conhecida como monj-hakh, sendo monj a parte redonda e hakh a parte frondosa. Nas áreas montanhosas da região de Jamu e adjacentes, é conhecida como kādam (काडम) e é consumida durante todo o ano. É chamada de nol khol no norte da Índia, navalkōl (नवलकोल) em Maarastra, nūlkōl (நூல்கோல்) em tâmil, Ganthikobi (ଗଣ୍ଠିକୋବି) em odia, nūl kōl (నూల్ కోల్) em telugo, navilu kōsu (ನವಿಲು ಕೋಸು) em Carnataca, e no Sri Lanka como knol khol (nabo repolho ). No Chipre, é conhecido como kouloumpra (κουλούμπρα).
Ainda é consumida na Chéquia com o nome de kedlubna, enquanto na Eslováquia é conhecida como kaleráb. Na Romênia, é o gulie ou cărălabă, que é semelhante ao kalarepa polonês e ao karalábé húngaro, sendo que todas essas três últimas denominações são adaptações da palavra alemã Kohlrabi.

## História
O primeiro registro escrito na Europa foi feito pelo botânico Mattioli em 1554, que escreveu que ela havia "chegado recentemente à Itália". No final do século XVI, a couve-rábano se espalhou pelo norte da Europa e estava sendo cultivada na Áustria, Alemanha, Inglaterra, Itália, Espanha, Trípoli e partes do leste do Mediterrâneo.

## Características
A couve-rábano foi criada por seleção artificial para o crescimento do meristema lateral (uma forma inchada e quase esférica); sua origem na natureza é a mesma do repolho, brócolis, couve-flor, couve, couve-galega e couve-de-bruxelas. todos foram criados a partir da mesma espécie de repolho selvagem (Brassica oleracea).

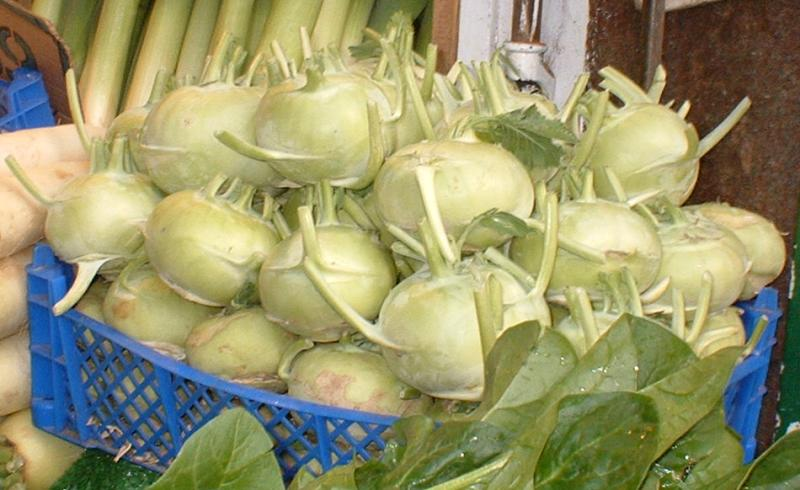
Uma cesta de couve-rábano White Vienna

O sabor e a textura da couve-rábano são semelhantes aos de um caule de brócolis ou de um coração de repolho, porém mais suaves e doces, com uma proporção maior de polpa e pele. O caule jovem, em particular, pode ser tão crocante e suculento quanto uma maçã, embora muito menos doce.

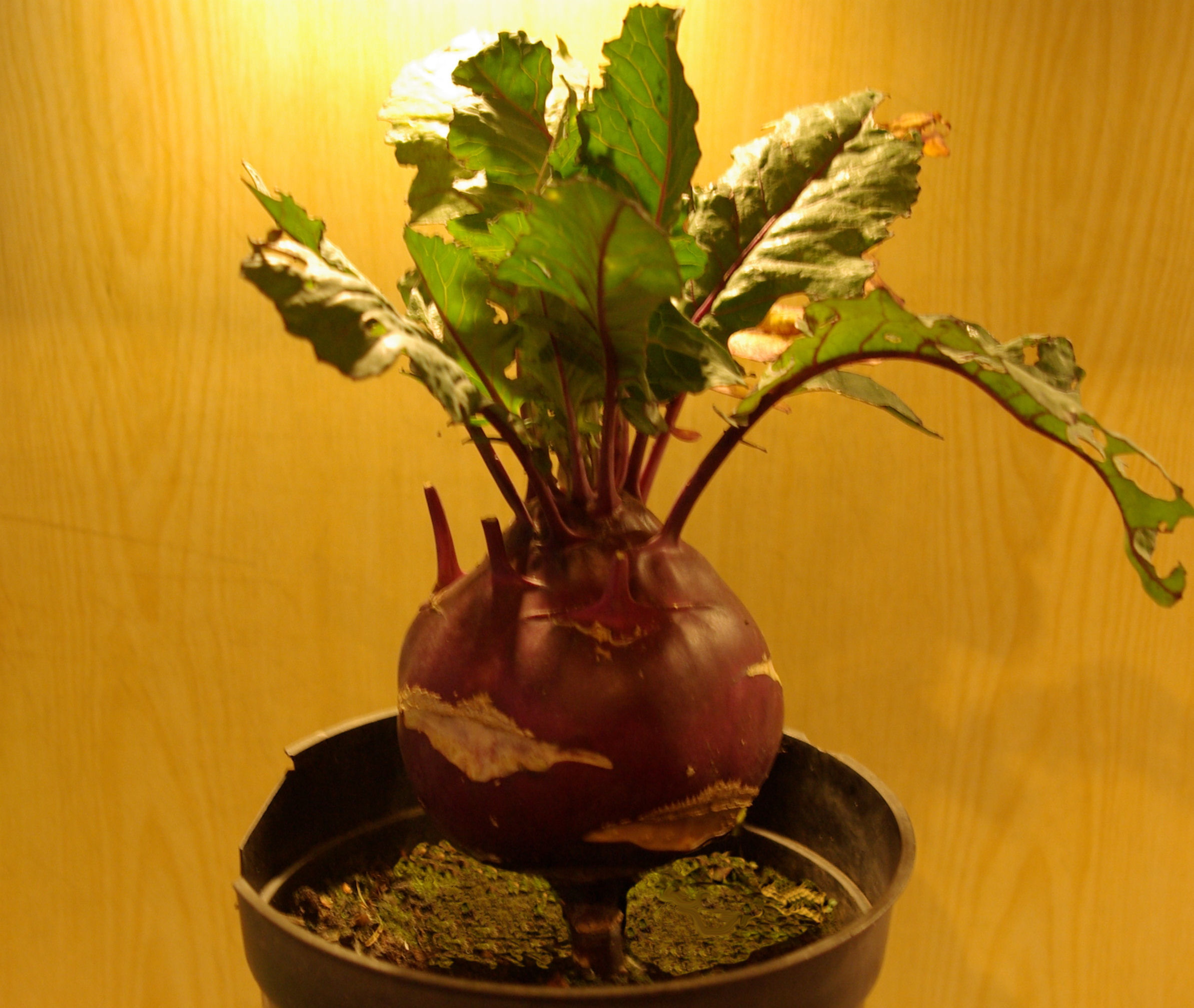
Couve-rábano cultivada em um vaso de flores, Inglaterra

Com exceção da cultivar gigante, a couve-rábano cultivada na primavera com muito mais de 5 cm de tamanho tende a ser amadeirada, assim como a couve-rábano adulta, com muito mais de 10 cm. O cultivar gigante pode atingir um tamanho grande e, ao mesmo tempo, manter uma boa qualidade de consumo. A planta amadurece em 55-60 dias após a semeadura e tem boa capacidade de se manter em pé por até 30 dias após a maturidade. O peso aproximado é de 150 g. Ela se desenvolve bem em sistemas hidropônicos, produzindo um grande volume comestível sem entupir as calhas de nutrientes.
Há diversas variedades comumente disponíveis, incluindo a White Vienna, a Purple Vienna, a Grand Duke, a gigante (também conhecida como Superschmelz), a Purple Danube e a White Danube. A coloração dos tipos roxos é superficial: as partes comestíveis são todas amarelo-claras. As folhas verdes também podem ser consumidas. Uma variedade comumente usada cresce sem um caule inchado, tendo apenas folhas e um caule muito fino, e é chamada Haakh. Haakh e monj são pratos populares da Caxemira feitos com esse vegetal. No segundo ano, a planta floresce e desenvolve sementes.

## Preparação e uso

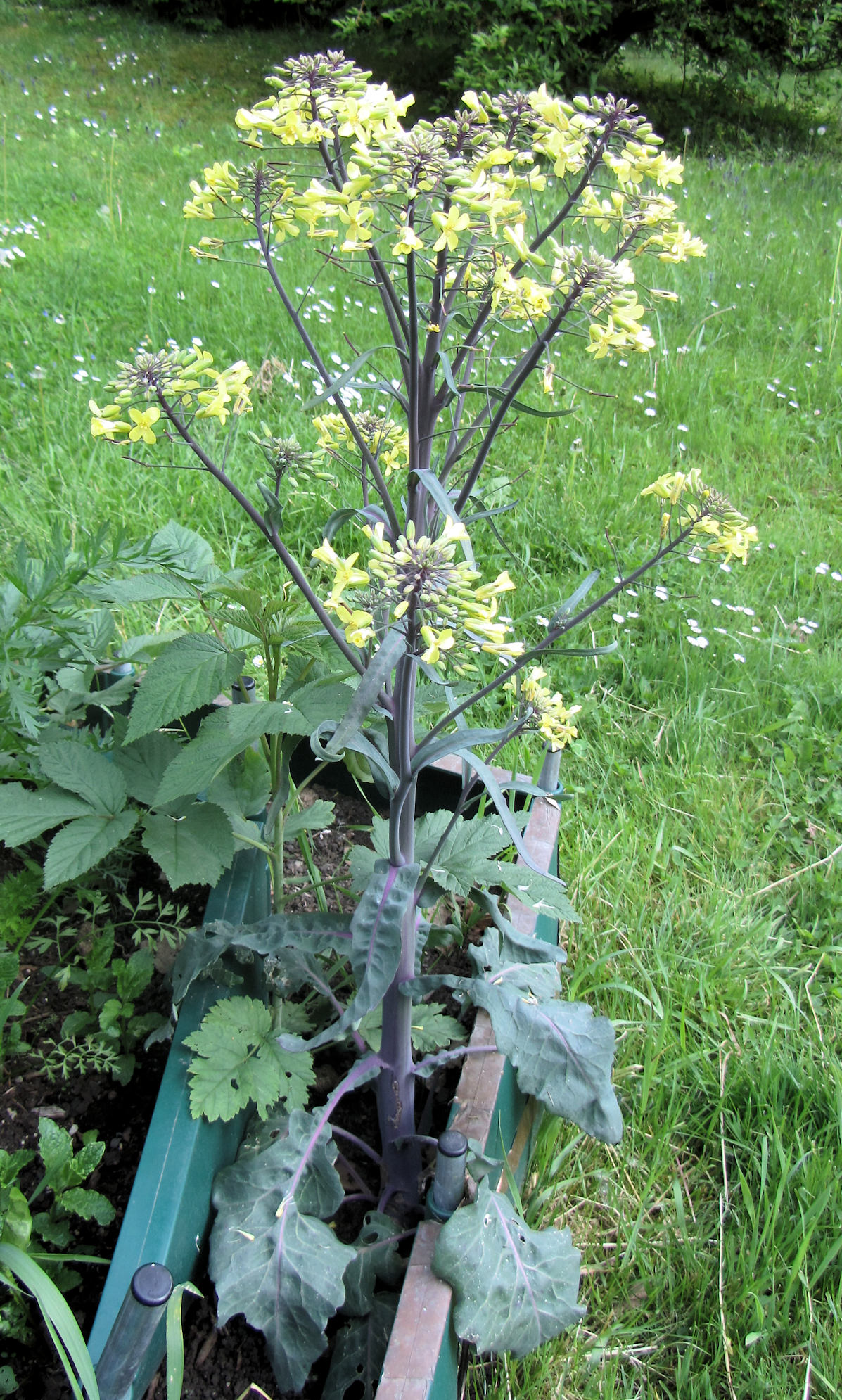
Planta florida no segundo ano

Os talos da couve-rábano (a parte vegetal maior) são cercados por duas camadas fibrosas distintas que quase não amolecem quando cozidas. Em geral, essas camadas são removidas antes do cozimento ou de serem servidas cruas, o que faz com que os talos forneçam uma quantidade menor de alimento do que se poderia supor com base em sua aparência intacta.
Embora todas as partes da couve-rábano sejam comestíveis, o caule bulboso é usado com mais frequência, geralmente cru, em saladas ou molhos. Ele tem uma textura semelhante à do caule do brócolis, mas com um sabor mais doce e menos vegetal. Também é mais crocante e crocante do que um caule de brócolis cru.
As folhas de couve-rábano são comestíveis e podem ser usadas da mesma forma que a couve-galega e a couve, mas levam mais tempo para cozinhar.
A couve-rábano é uma parte importante da culinária da Caxemira, onde é chamada de mŏnji. É um dos legumes mais comumente cozidos, juntamente com a couve (haakh). É preparada com suas folhas, servida com uma sopa leve e consumida com arroz.
No Chipre, ela é popularmente polvilhada com sal e limão e servida como aperitivo.
A couve-rábano é um ingrediente comum na culinária vietnamita. Ela também pode ser encontrada no prato nem rán (rolinho primavera), refogados e canh. A couve-rábano crua geralmente é cortada em fatias finas para nộm (uma salada) ou nước chấm (um molho).
Algumas variedades são cultivadas como ração para o gado.